# ポール・トゥルニエ
ポール・トゥルニエ（Paul Tournier、1898年5月12日 - 1986年10月7日）は、スイスの精神科医。

## 生涯
スイスのジュネーヴに生まれる。
1986年、ジュネーヴにて死去。

## 主な著作
- 1947, Desharmonie De La Vie Moderne

浜崎史郎訳『調和なき世界の人間　現代社会と人格の病理』ヨルダン社、1972
- 1948, Les Forts Et Les Faibles

野辺地正之訳『強い人と弱い人』ヨルダン社、1968／日本キリスト教団出版局
- 1955, Bible et Medecine

赤星　進訳『聖書と医学　ある医師の臨床体験の中から』聖文舎、1970
- 1955, Le Personnege et la Personne

山村嘉己・渡辺幸博訳『人間・仮面と真実』ヨルダン社、1977
- 1958, Vraie ou Fausse Culpabillite

小林恵一訳『罪意識の構造』ヨルダン社、1972
- 1962, Difficultes Conjugales

野辺地正之訳『結婚の障害　愛による連帯を求めて』ヨルダン社、1970／日本キリスト教団出版局
- 1962, Tenir Tete ou Ceder

相磯佳正訳『反抗か服従か』ヨルダン社、1971
- 1963, Le Secret

野辺地正之訳『秘密』ヨルダン社、1971
- 1963, L'Aventure de la Vie

久米あつみ訳『生の冒険』ヨルダン社、1971／日本キリスト教団出版局
- 1967, Die Jahreszeiten Unsres Lebens

三浦安子訳『人生の四季　発展と成熟』ヨルダン社、1970／日本キリスト教団出版局
- 1971, Apprendre a vieillir

山村嘉己訳『老いの意味　美わしい老年のために』ヨルダン社、1975
- 1977, Violence et Puissance

山口　實訳『暴力と人間　強さを求める人間の心理』ヨルダン社、1980
- 1979,La Mission de la Femme

山口　實訳『女性であること　パーソナルな世界の豊かさ』ヨルダン社、1981
- 1981, Face a la souffrance

山村嘉己訳『苦悩』ヨルダン社、1983
- 1984, Vivre a l'ecoute

山口　實訳『人生を変えるもの　トゥルニエの世界』ヨルダン社、1987
- 2007, 山口　實編・訳『生きる意味　来日講演集』一麦出版社